# سیارک ۲۴۲۱
سیارک ۲۴۲۱ (به انگلیسی: 2421 Nininger، نامگذاری:1979UD) دو هزار و چهارصد و بیست و یکمین سیارک کشف شده‌است که در ۱۷ اکتبر ۱۹۷۹ کشف شد.
قدر مطلق سیارک برابر ۱۰٫۸۰ است.